# Trenchtown

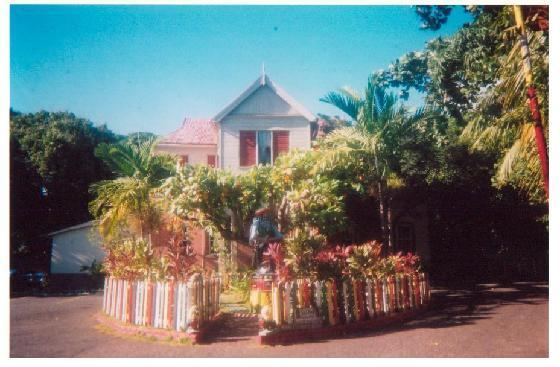
Bob Marley Museum

Trenchtown is een wijk in de Jamaicaanse hoofdstad Kingston. De naam van de wijk komt van de oudere naam Trench Pen, een weiland waar James Trench, een Ierse immigrant, vee hield. De familie Trench verliet de grond aan het einde van de negentiende eeuw. De wijk, bestaande uit simpele gebouwen met gezamenlijke keukens, water en sanitair, is gebouwd als vervangende woonruimte voor de mensen uit de sloppenwijk Dungle die door de orkaan Charlie in 1951 was vernield. Trenchtown werd bekend in de jaren 60-70, omdat diverse Jamaicaanse reggaeartiesten, zoals Bob Marley en Bunny Livingston, er hun jeugd doorbrachten. Bob Marley verwijst in minstens twee van zijn liedjes naar deze buurt. In zijn wereldhit 'No Woman, No Cry' en in het nummer 'Trenchtown Rock'.
Trenchtown is een van de gevaarlijkste buurten van Kingston. De vrouw van Bob Marley, Rita Marley, en een beroemde zoon van Bob Marley, Ziggy Marley, zijn in Trenchtown geboren.